# Верри, Алессандро
Граф Алессандро Верри (итал. Alessandro Verri; 9 ноября 1741 года, Милан — 23 сентября 1816 года, Рим) — итальянский историк, поэт и писатель, драматург, философ.

## Семья
Алессандро Верри — второй из четырёх братьев, оставивших след в истории Милана и Италии.
- Верри, Пьетро (1728—1797) — итальянский философ, экономист, историк и писатель.
- Верри, Карло (1743—1823) — агроном и политик.
- Верри, Джованни (1745—1818) — либертарий, предполагаемый отец писателя Алессандро Мандзони.

## Карьера и творчество
Его первые литературные труды были посвящены правоведению. Служил на гражданских должностях и принадлежал к литературному кругу старшего брата в Милане. Это общество помогало ему издавать журнал «Кафе» (Il Caffè).
Около 1766 года вместе с Беккариа посетил Париж, где знакомился с философами, затем Лондон.
Поселился в Риме. Переводил шекспировские произведения на итальянский язык. Написал две трагедии — «Пантею» (Pantea, 1779) и «Миланский заговор» (La congiura di Milano, 1779), имевшие мало успеха. Зато «Римские ночи» (Notti romane al sepolcro degli Scipioni, две части в 1792 и 1804 гг.) были переведены на все европейские языки, — рассказы о римской истории, характеристики важнейших лиц и эпох Рима. Третья, неопубликованная часть произведения была обнаружена в 1967 году.
Написал также:
- Biblioteca scelta di opere italiane antiche e moderne (1818), опыт общей истории Италии, начиная с основания Рима;
- разбор и комментарии на Ксенофонтову Киропедию;
- разбор и критику важнейших греческих ораторов;
- роман «Сафо» (Le avventure di Saffo poetessa di Mitilene, 1809);
- «Жизнь Герострата» (La vita di Erostrato, 1815) .

Умер в 1816 году в Риме.